# 超級任天堂
超級任天堂（简称超任；日版簡稱SFC；歐美版簡稱Super Nintendo、SNES）是由游戏公司任天堂继紅白機后開發的16位元家用遊戲機。超级任天堂于1990年11月21日在日本开始发售，北美於1991年8月13日发售，歐洲於1992年4月11日发售。手柄改进之处在于第一次加入了肩部按键L/R，并形成了ABXY四个按键的手柄布局。超级任天堂全球累计销量為4910万台。超级任天堂的下一代产品为任天堂64。

## 歷史
為了與日本流行的家用電腦競爭，NEC家用電子產品於1987年推出了PC Engine，世嘉於1988年推出了Mega Drive。這兩個平臺後來於1989年在北美推出，分別為TurboGrafx-16和Sega Genesis。這兩個系統都建立在16位架構上，並在8位NES上提供了進階的圖形和聲音處理能力。然而，世嘉的主機花了幾年時間才取得成功。1987年9月9日，當時的任天堂社長山內溥在《京都新聞》說明超級任天堂的發展情況。1988年8月30日在接受《TOUCH》雜誌採訪時，宣布開發電子遊戲《超級瑪利歐兄弟4》（即後來的《超級瑪利歐世界》）和《勇者鬥惡龍V》。該雜誌和艾尼克斯都對它產生濃厚的興趣，超級任天堂遊戲機於1988年11月21日和1989年7月28日向日本媒體展示。
超級任天堂由時任任天堂開發第二部部長，亦是紅白機的設計師上村雅之設計，於1990年11月21日在日本發行，售價為25,000日元。隨著超級任天堂超過同世代其他家用機的競爭對手並成為立竿見影的成功，任天堂確立自己作為日本遊戲機市場的領導者的地位。任天堂的成功部分歸功於第三方開發商，包括卡普空、科樂美、特库摩、史克威爾、光荣和艾尼克斯。
超級任天堂在北美以199美元的價格發佈新設計版本，並於1991年8月23日開始限量販售，全國官方發行日期為1991年9月9日。隨後在1992年4月於英國和愛爾蘭發行，而多數PAL區的主機都使用日本版本超級任天堂的設計。
超級任天堂上的任天堂遊戲很少，但這些遊戲很受歡迎。在日本最初只有《超級瑪利歐世界》和《F-Zero》，其中《F-Zero》和1個月後發行的《飛行俱樂部》是結合Mode 7和偽3D渲染處理技術下所設計出來的遊戲。

### 32位時代後
1994年11月Rare發佈《超級咚奇剛》其特點是在圖形工作上能渲染3D模型和紋理。憑藉精緻的圖形，流暢的動畫和高水準的音樂，在1994年的最後的45天總共售出610萬份使其成為當時在短時間內銷量最快的遊戲產品。這款遊戲為超級任天堂上幾乎無法呈現的效果，然而Rare實現了，這種效果在接下來世代的家用遊戲機市場成為遊戲開發主流。根據TRTS的報導，1996年12月美國最暢銷的五款遊戲中有兩款是超級任天堂遊戲。
1997年10月，任天堂在北美以99美元的價格發售超級任天堂的新型號“New-Style Super NES”同時附贈《超級瑪利歐 耀西島》遊戲一同販售。New-Style Super NES缺少S-Video和RGB輸出，但比起其前身更為輕薄。
任天堂於1999年停止在北美生產超級任天堂主機，最後一款遊戲《金屬之光 Director's Cut》於2000年11月29日發行。
2001年上市的第六世代掌上型遊戲機Game Boy Advance具備完全支援超級任天堂遊戲的圖像處理能力，任天堂及其他第三方廠商決定將一部分的遊戲移植至Game Boy Advance平台。2003年9月30日，因必要零件停產導致採買困難，日本停止生產遊戲主機。2005年Wii可以通過Virtual Console進行下載超級任天堂遊戲。 2007年10月31日，因重要的零件短缺而停止主機維修服務。2016年3月3日，3DS、3DS XL可通過eShop取得超級任天堂遊戲。2019年9月4日任天堂官方宣佈精選的超級任天堂遊戲引入任天堂Switch Online。

## 规格

### 技術規格
超級任天堂為16位家用遊戲機結合執行平鋪和類比3D效果的圖形和聲音協處理器，32,768種顏色的和8聲道ADPCM音訊。通過電路板內部的12塊晶片提升超級任天堂的各項能力

### 主機規格
- 中央處理器CPU: 理光5A22 65C816的16位元CPU
  - 運行速度: 分為1.79MHz、2.68MHz、3.58MHz
  - RAM: 128KB DRAM
  - VRAM: 64 kB main RAM 　　　  512 + 32 bytes sprite RAM 　　　  256 × 15 bits palette RAM
  - ARAM: 64 kB
- 圖像處理器PPU：S-PPU1 和 S-PPU2
  - 解像度依遊戲而有所不同，其中256x224較為多數，大致分為下列幾種
    - 256×224, 512×224, 256×239
    - 512×448, 512×478, 512×239

  - 像素: 70的PPI
  - 色彩: 32,768色（15 bpp）
  - 畫面: 最大四枚BG
  - BG 字元大小： 32×32 - 128×128
  - BG 區：1,024×1,024
- FPS影格率
  - 絕大多數遊戲為 60.0988138974405 Hz
  - 極少數 (例子：《星際火狐》《Doom》)利用遊戲卡匣額外放置的Super FX強化晶片以提升圖像的處理能力來運行遊戲[36]FPS為 50.0069789081886 Hz
- 聲音: S-DSP （DSP） 和 S-SMP （SPC700 內核） 頻率 1.024 MHz
  - RAM: 64KB SRAM（連接到 S-DSP）
  - 聲音取樣率: 32.768kHz
  - 同時發音數: 8聲道
  - 16-bit stereo PCM （ADPCM）
- AV 輸出：RGB21端子、S 端子、RF端子
- 主機尺寸：200mm（寬）×242mm（長度）×72mm（高度）
- 重量：約600克

### 卡匣
- 遊戲容量係根據遊戲卡帶而有所不同，官方推出的卡匣容量為 0.512 MBit ~ 48  MBit（如:時空幻境 幻想傳奇）之間。包括程序代码、图象和声音数据。
- 用来保存记录的静态隨機存取記憶體（S-RAM），使用电池维持。
- 10.5/21MHz RISC CPU（Super FX）用来在游戏中執行3D多邊形或其他特效。
- 一个数学核心处理器（DSP1）用于处理一些包含大量物理计算的游戏（飛行俱樂部），或者作为保护装置（超級瑪利歐賽車）。
- 其他用来提高游戏运行速度、增强图像效果或者对ROM中数据进行保护的定制芯片。

## 硬體細節

超級任天堂的標誌
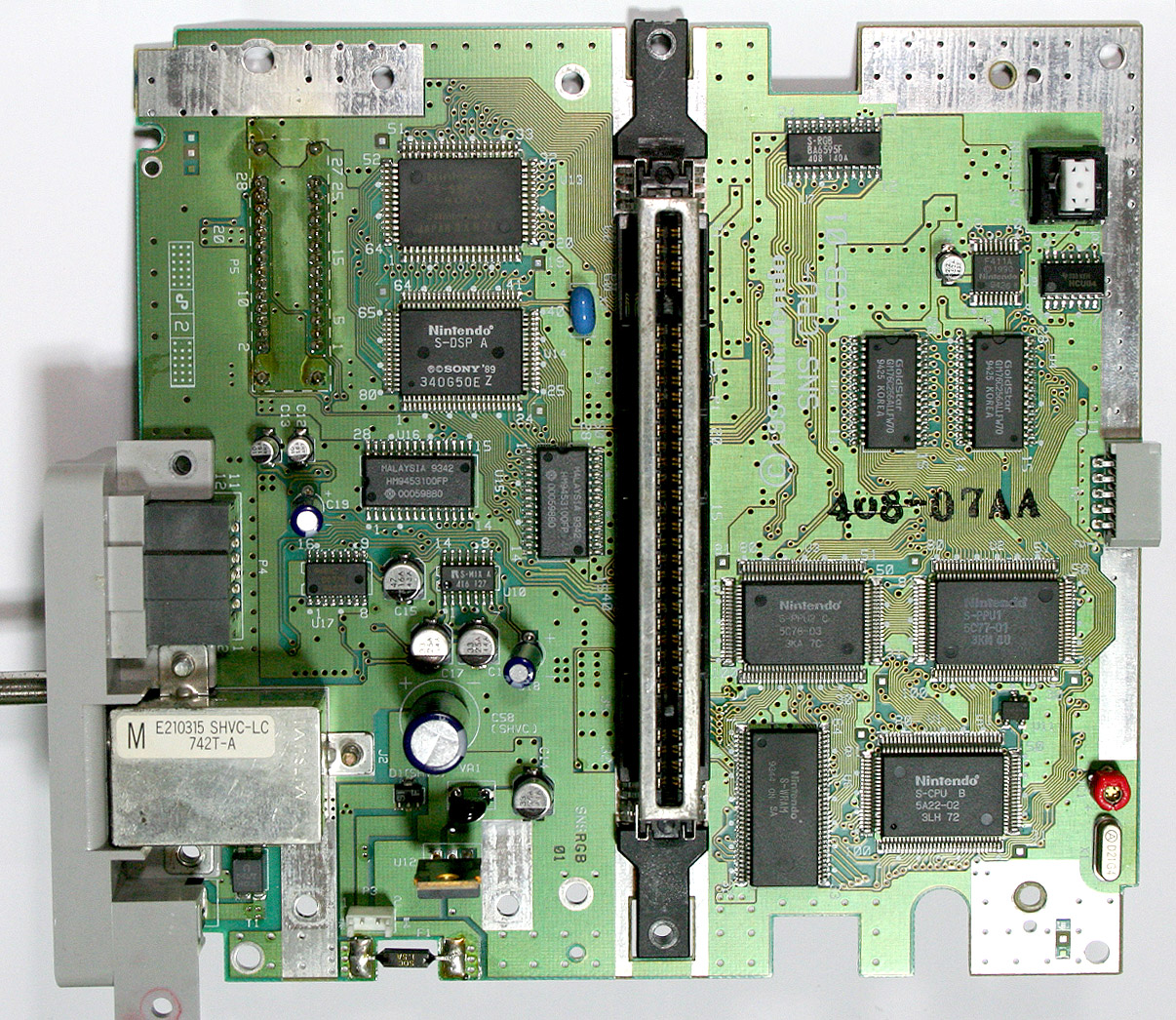
超級任天堂的主機板
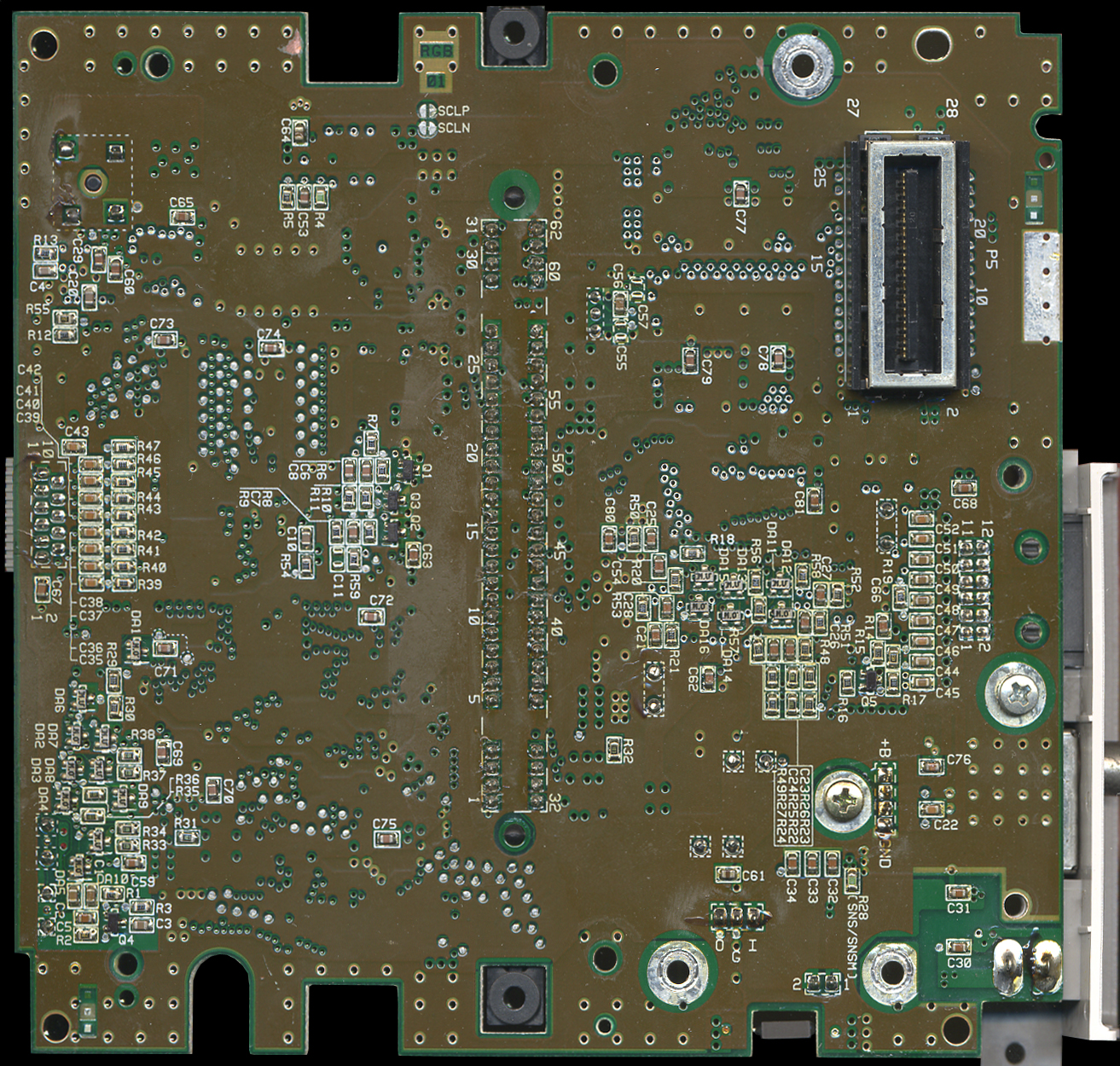
超級任天堂的主機板背面
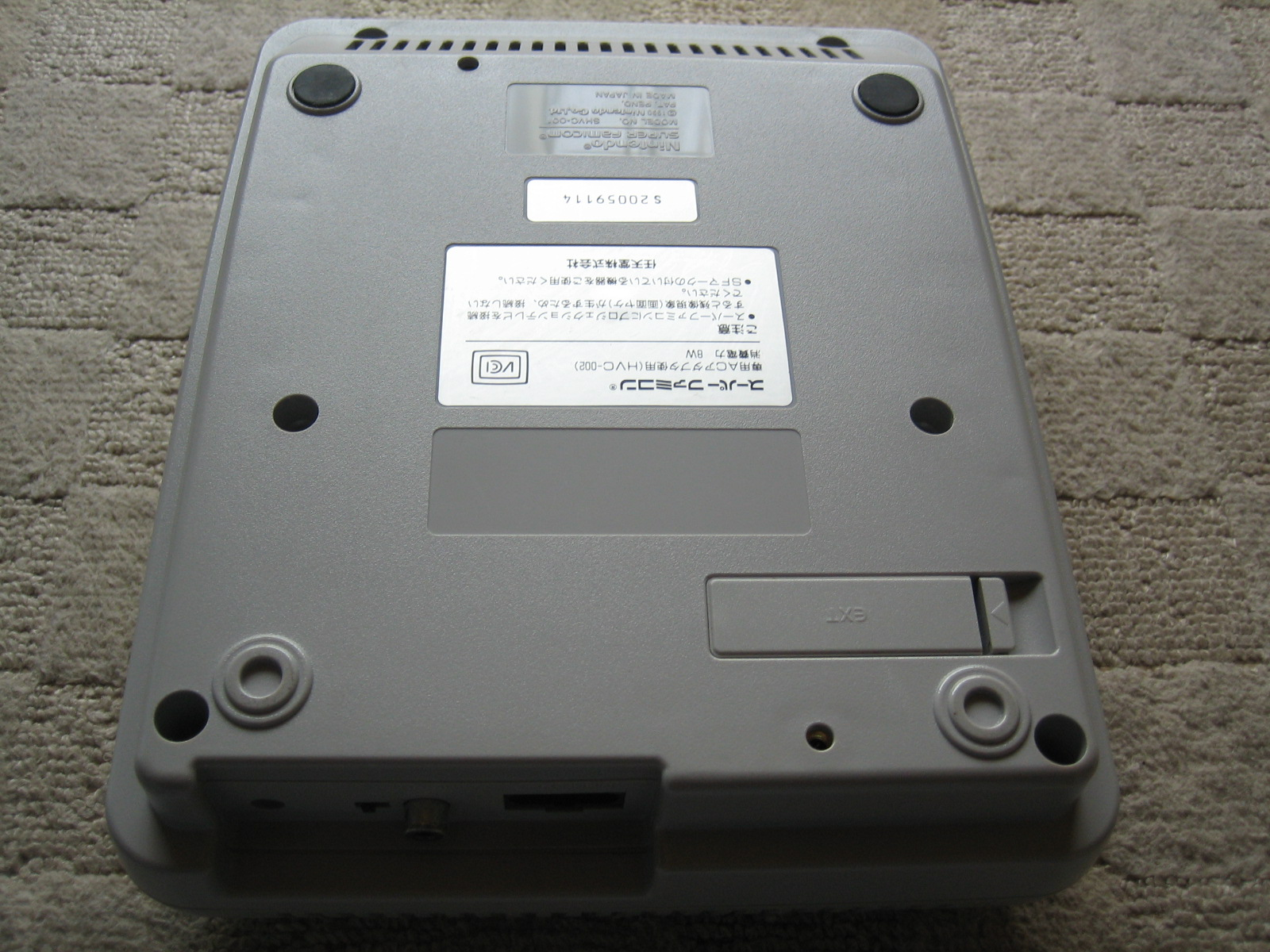
超級任天堂的主機背面
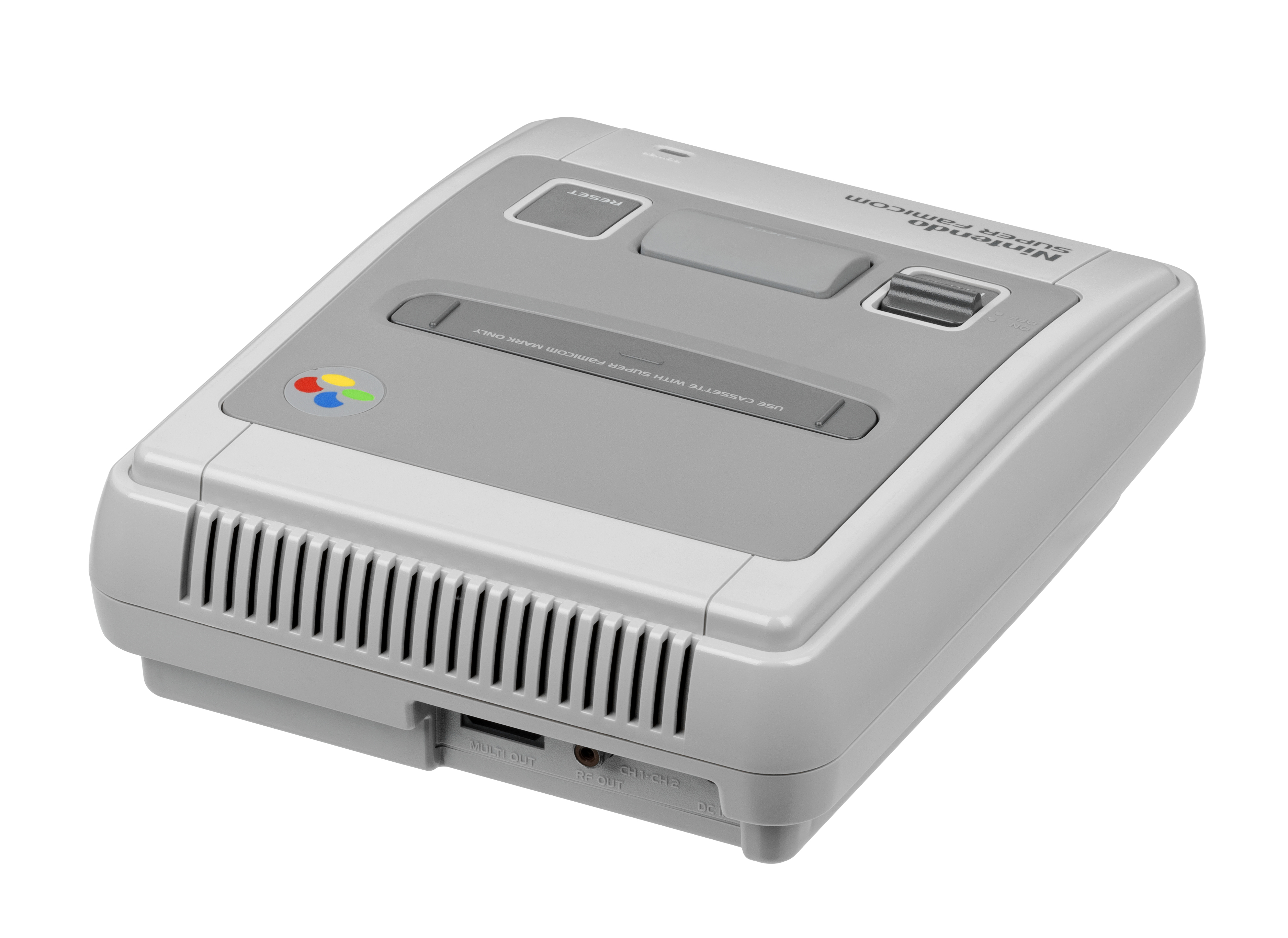
超級任天堂的主機後方接口
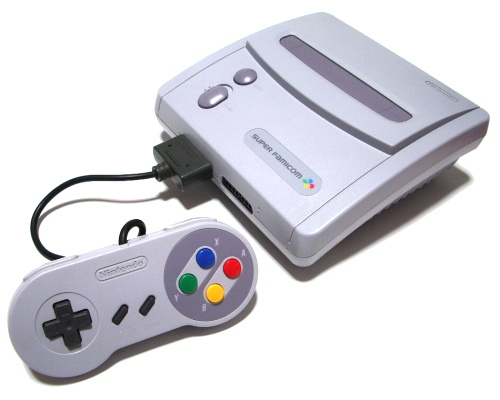
超級任天堂Jr.

### 處理器
中央處理器（CPU）型號為 Ricoh 5A22，該晶片為16位WDC 65C816微型處理器的衍生版本。在NTSC區域中，其速度為3.58 MHz，但是在處理複雜圖形時，其運行速度減慢至2.68 MHz或1.79 MHz.
主CPU採用65c816，是一枚8/16位元的CPU，是基于6502改进而来的，它有一个可以如同6502一样运行的仿真模式。毫无疑问，任天堂曾经期望让超任兼容紅白機的游戏，但是因为成本问题被迫放弃了。
这枚CPU有24位的地址总线和8位的数据总线，支持16MB的寻址空间。它有一个计算器和两个寄存器，可以在8元位或16元位模式之间切换。
地址空间分割成256块，每块大小为64KB，另外也有一种寻址模式可以把整个地址空间视为一个连续的区块。0号块是栈专用的，一些寻址模式、中断和复位向量都存放在这裡，栈的指针宽度为16位。
6502有一个叫做“ZERO-PAGE”的寻址模式，可以让1字节长度的地址在指令中直接指定内存的最初256字节，这样可以让一些双字节的指令提高运行速度。65c816扩展了这个模式，可以通过16位直接页寄存器转到0号块的任何部分。
还有一些能将块指定为资料库寄存器的其他寻址模式，能起到缩短代码长度并加快运行速度的作用。
在同一时间内，代码通常只在一个单独的块中运行。当前的块编号储存于一个8位的可编程块寄存器中。有一些能让呼叫其他块中子程序或者直接跳到其他块裡的代码的命令。
65c816的运行速度是3.58MHz，不过当CPU尝试读写其他硬件时，这些硬件能临时将CPU的速度降到2.58MHz甚至1.56MHz。实际上，卡匣裡的程序常常是高速和低速ROM的混合体，只能在2.58MHz的速度下访问低速的ROM。
65c816能对128K的工作内存和在卡匣中可能存在的其他内存直接响应，而显存和声音内存则不行。

### 声音處理
輔助CPU採用一顆由索尼設計和製作的SPC700，是一个8位的CPU核心，很接近6502，但有一些不同的寻址模式和复数/分割指令，与一个定制的数字声音信号处理器共同整合在一个模块中。SPC700和65c816通过一个4路双向通道（8位I/O端口）通讯。SPC700有自己独立的64K内存，可以用来存储声音采样或者从65c816下载的程序。
CPU有一个内建的64K ROM开机码，用来通过65c816从游戏ROM里载入更多的复杂程序或者采样数据。这个ROM可以关闭，以存储开机码的64K RAM来代替它的工作。
声音数字信号处理器（Sound DSP）只能播放压缩的声音采样。这种使用一固定比率的压缩算法，可以将16个16位声音采样压缩成8字节加一字节标题的形式。一个采样的最小单位是一个区块，区块的标题字节包含一个移位和一个过滤值（算法解压信息），再加上一个最后区块标记和一个循环标记。循环标记仅仅在最后区块标记存在时才使用。
在同一时间内，最多允许有8个声音通道同时播放声音采样，每个声音通道都有单独的左右声道音量和频率的调节。每个通道都可以定义一个硬件音量调节，并各自設定其回声效果，不過复合的回声效果必须受制于一个8路的FIR声音分流器。一个通道的声音输出可以用来调整在数字序列上的下一个声音通道的频率。
DSP也有一个白噪音源，可以播放一个替代采样数据的声音通道。所有的8个音源连同回声数据最后都混合到一个双通道的主音量控制下。
DSP有3个间隔定事器，头两个运行在8KHz下，最后一个是64KHz。游戏通常只使用三个中的一个来输出一个恒定的音乐回放频率。

### 图象显示
超任有一个256块的15位色调色板，允许在同画面上显示32768色中的256色。不过游戏可以在某一帧中改变色块，再加上硬件的色彩值追加/减少和整体亮度调节，可以很容易地将屏幕上的色彩增加到数千之多。

### 像素
超任全部的图象数据都是由色块构成的，一个色块由8×8的像素组成，每个像素则占用2、4或者8位，允许由4、16或者256色构成。
详细地说，超任的硬件本身是按平面格式存储色块数据的，一个像素的头一位数据存储在一起，第二位数据存储在一起，依次类推，就象一个1位的8×8纵深像素区块序列一样。
如果色块用在背景数据裡的话，每个色块都将关联一个3位的调色板起始数据地址。程序员可以从系统调色板里选择每个色块的色彩。活动块只能使用4位深度（16色）的色块，但每个活动块都有自己的调色板起始地址。

## 手柄及配件

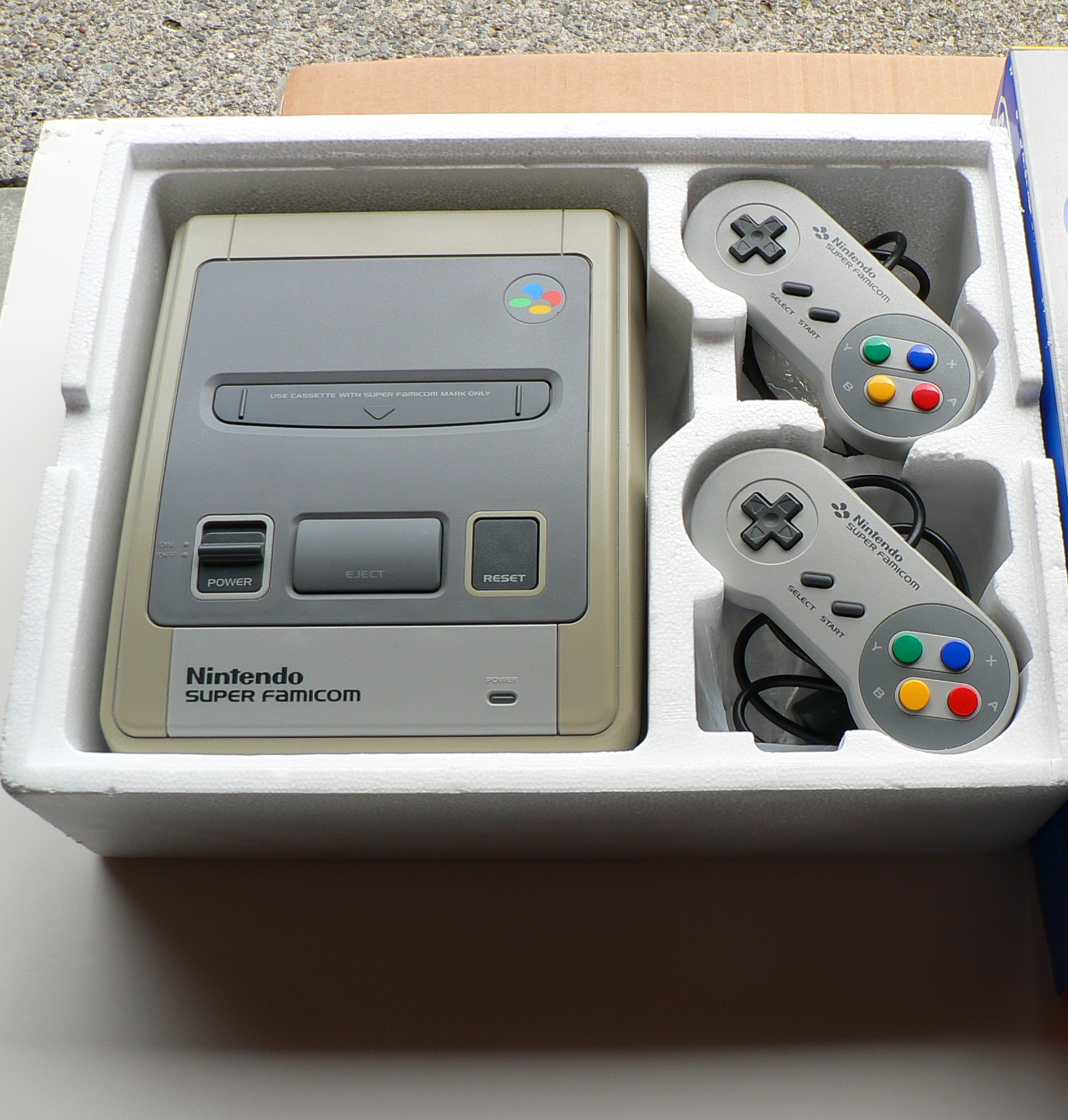
零售包裝及配件
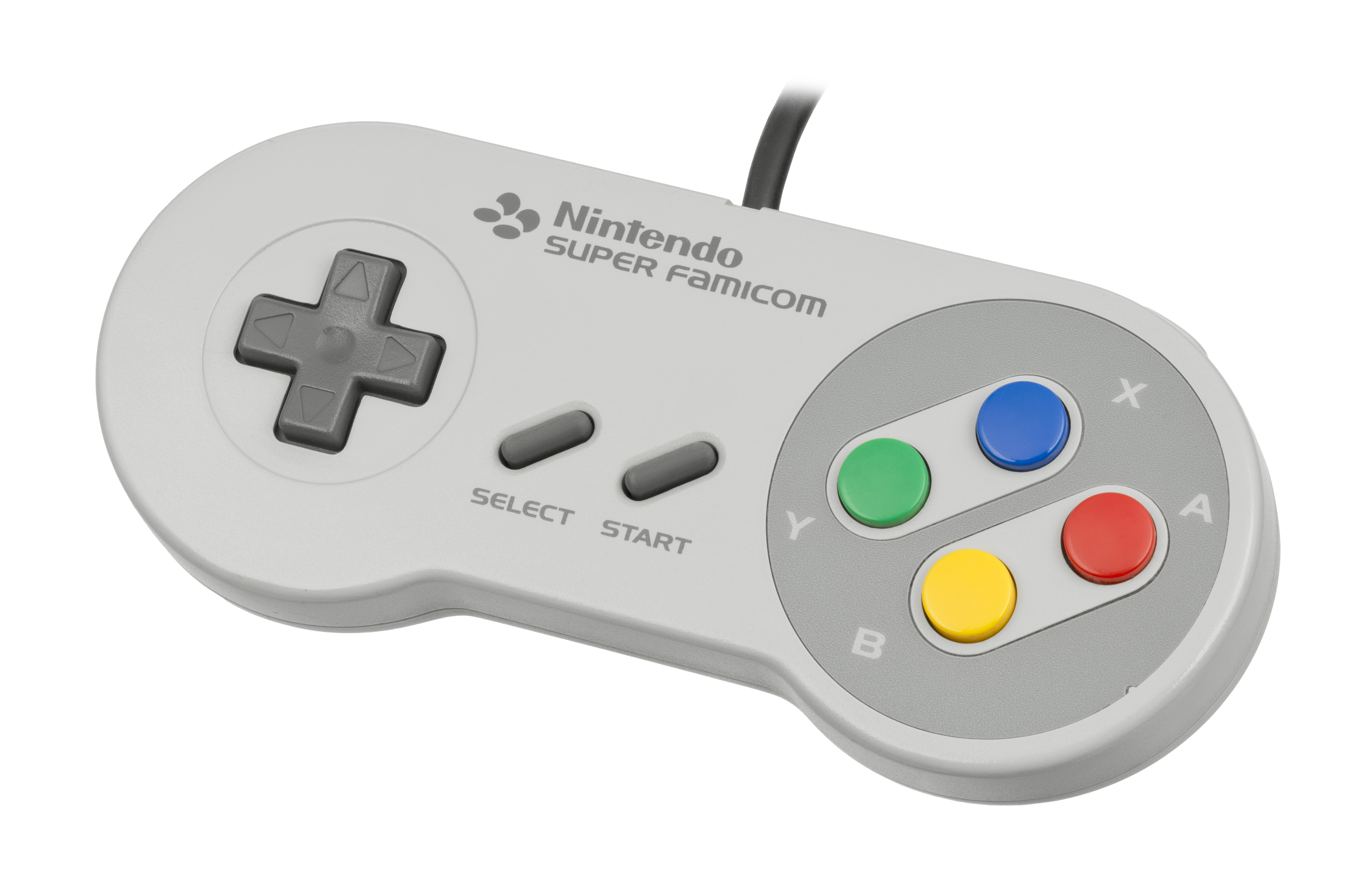
日本版的手把
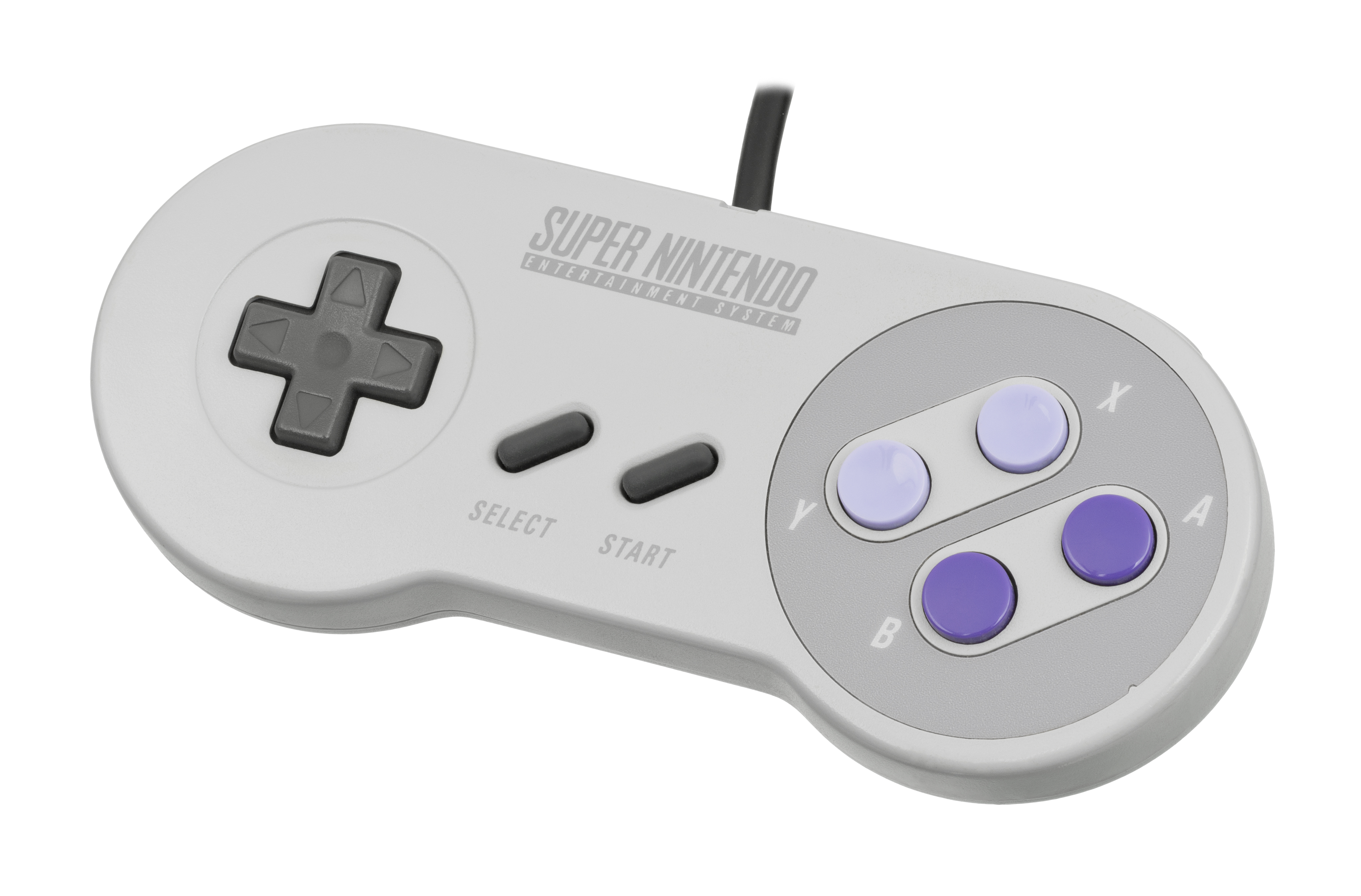
北美版的手把
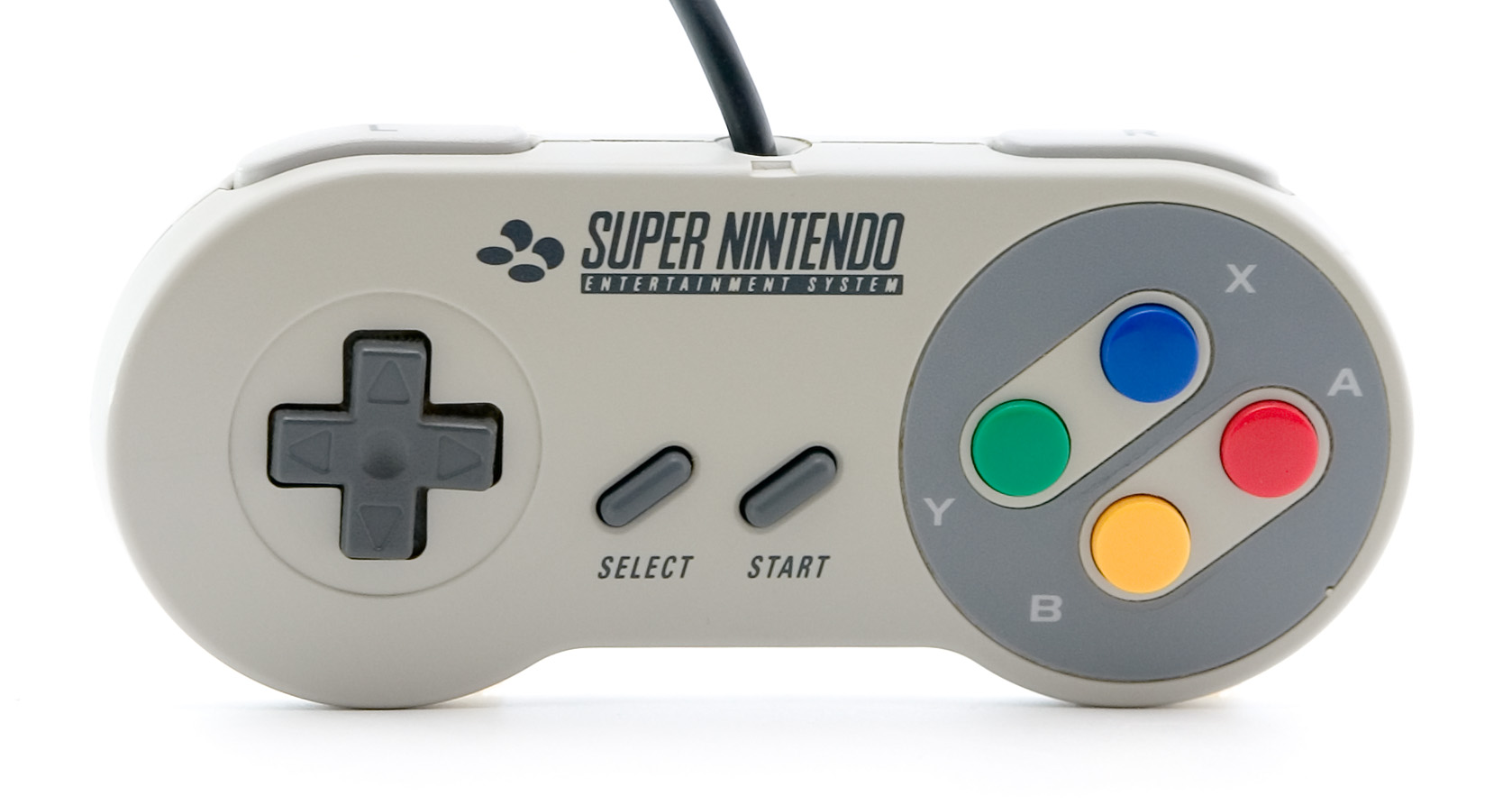
歐洲版的手把
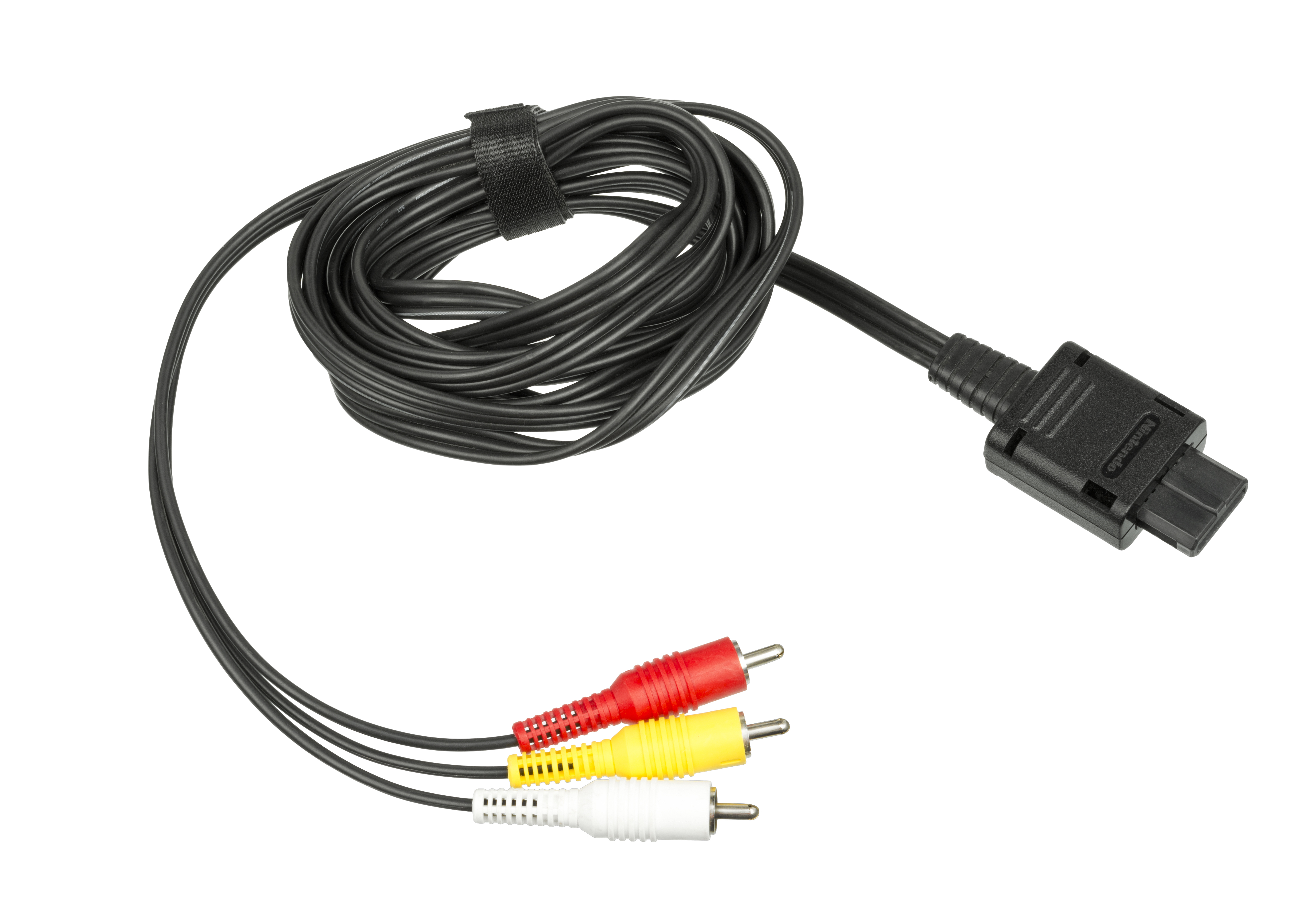
專用的視訊端子

超任手柄的数据在主机和手柄之间连续传输，游戏可以选择其中某一个位元来读取，或者由主机里一个定制的芯片来自动读取手柄里每个帧的值，而让游戏来读储存在寄存器裡的值。
超任的手柄有一方向键和8功能键，分别是A、B、X、Y、L、R、选择和开始。

## 區域限制

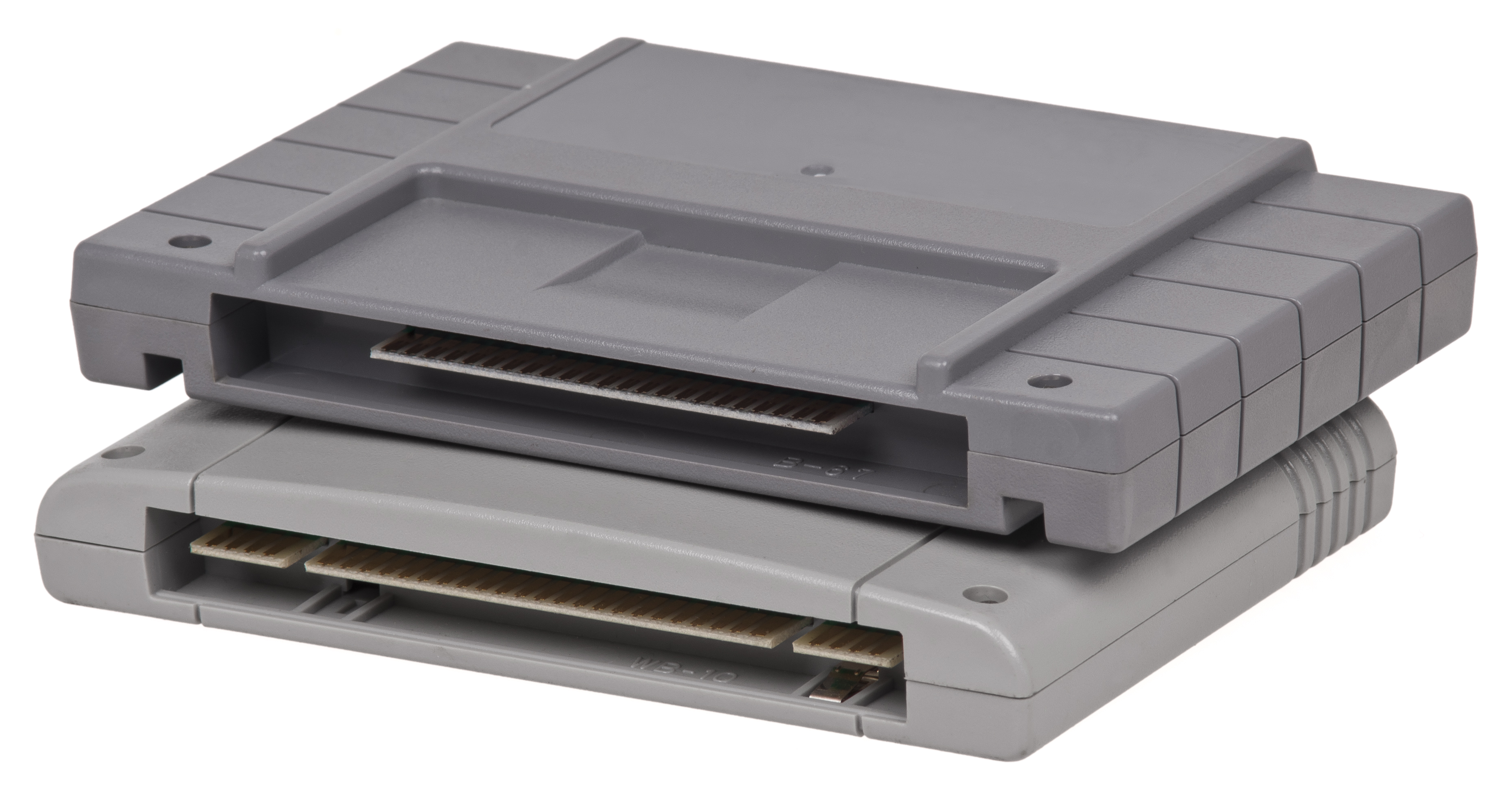
截然不同的兩種超級任天堂卡匣接腳
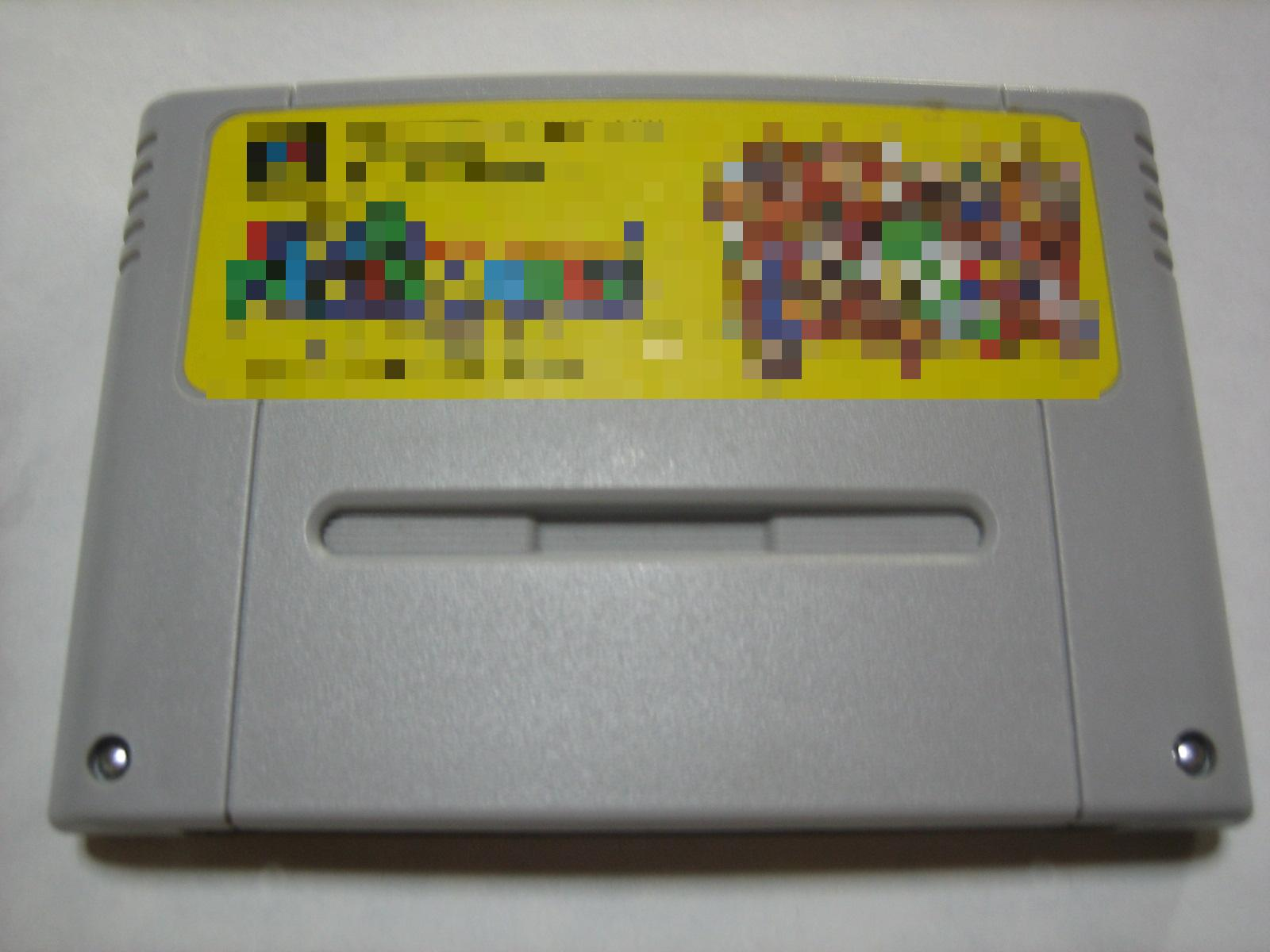
日本版與歐洲版的超級任天堂卡匣統一外型

## 週邊商品、選購品

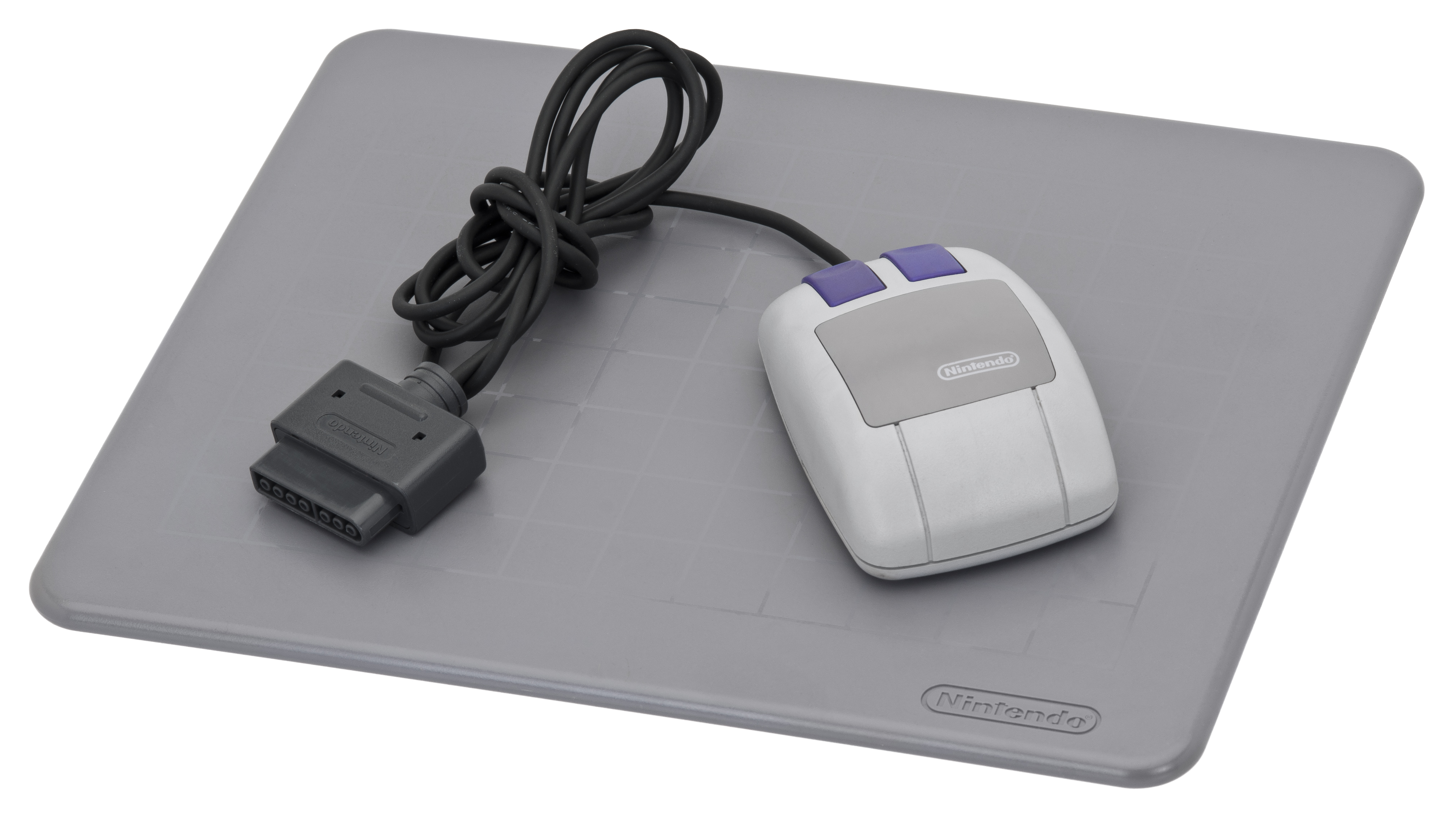
超級任天堂滑鼠
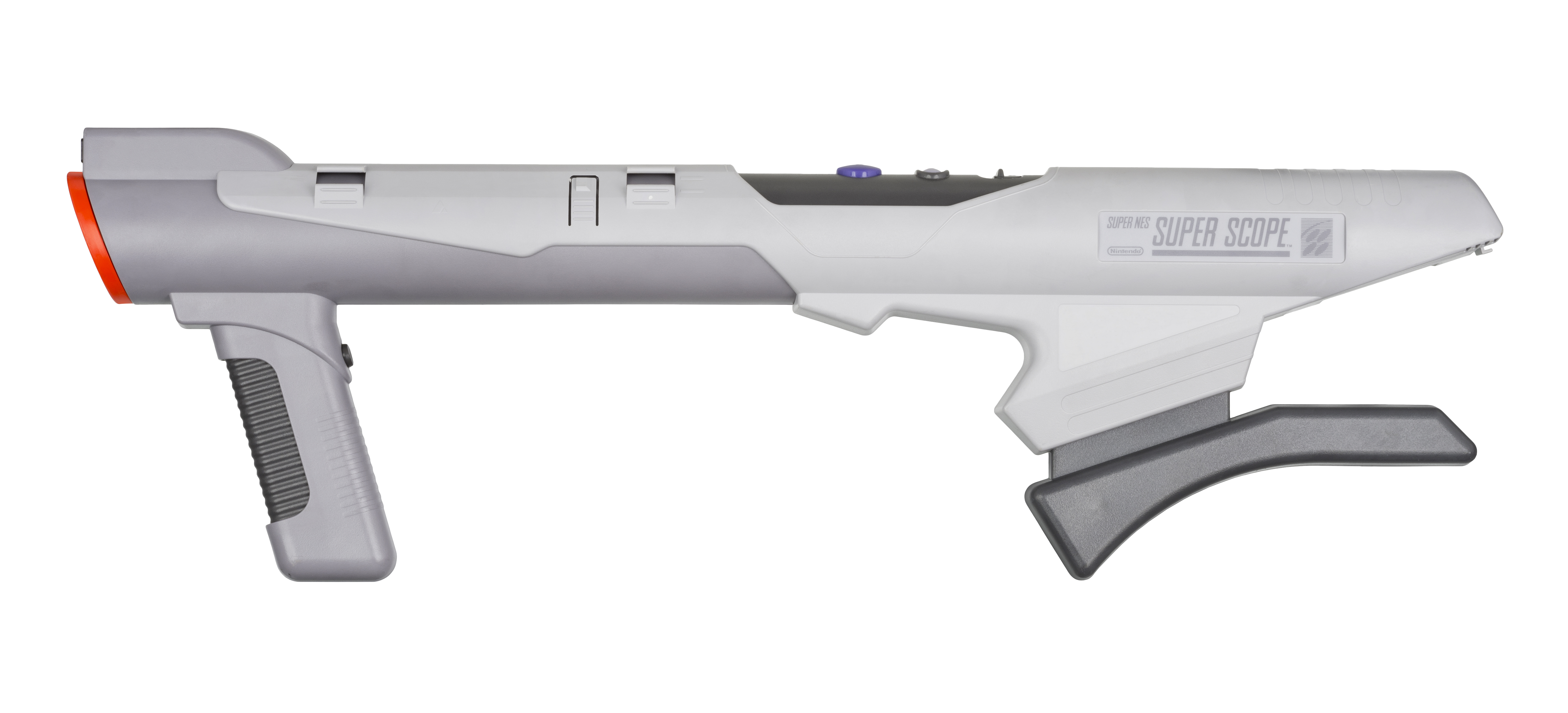
超級任天堂光線槍
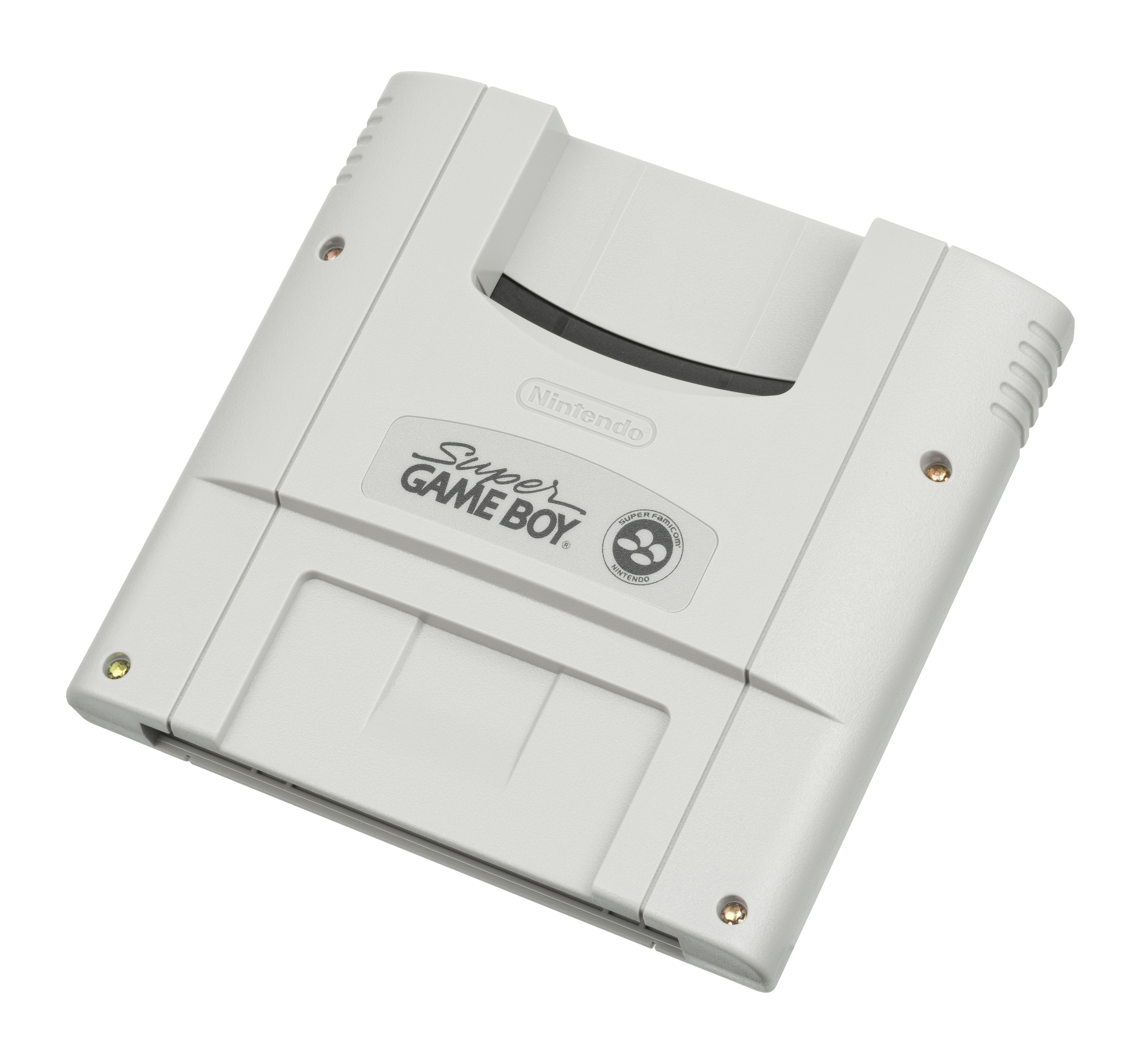
Super Game Boy
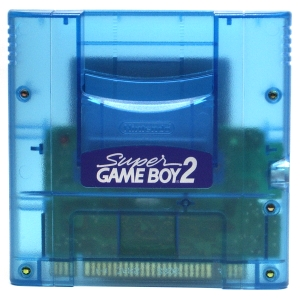
Super Game Boy 2
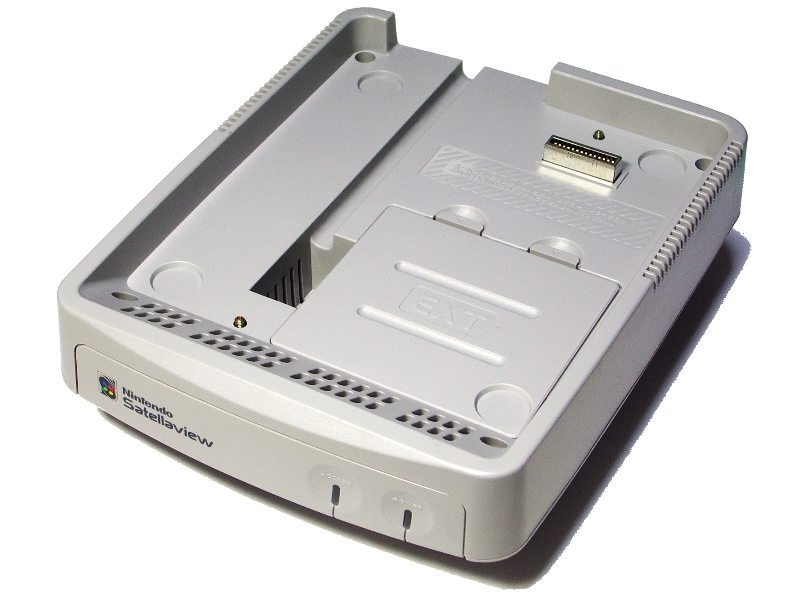
Satellaview初始機型

- 二鍵的滑鼠（Super Famicom Mouse（日语：スーパーファミコンマウス））：1992年7月14日發售，最初用來支援同步發行的《瑪利歐繪圖》遊戲。
- 步槍外型的光線槍（Super Scope，在歐洲和澳洲稱為「Nintendo Scope」）：1992年於北美和PAL區發售（日本於1993年6月21日發售），可以對著屏幕射擊，大約有10個遊戲支援。
- 五人遊戲接口（Super Multitap）：由Hudson Soft開發並在1993年發售的轉接器，如果遊戲支援，最多可以讓五個人同時遊玩。
- Super Game Boy（日语：スーパーゲームボーイ）：1994年6月14日發售的Game Boy轉接卡匣，可以讓用戶在超任上玩彩色的Game Boy遊戲（Game Boy Color專用卡匣除外）。
  - Super Game Boy 2：1998年1月30日在日本發售的第二代Game Boy轉接卡匣，新增一個聯機線插孔，可以和Game Boy進行聯機遊戲（不包括Game Boy Color專用卡匣）。
- 衛星訊號接收器（Satellaview）：可以接收在日本地區經由衛星訊號傳送的多媒體內容並存儲在與設備一同配套的記憶用模塊。當初任天堂以「自宇宙前來的遊戲」作為宣傳，由於宣傳不足（多數人誤以為接受信息必須付高額費用）加上該硬件套裝價格過於昂貴，導致這個計畫在很短的時間內就遭到淘汰。
- 外加磁碟機：盜版廠商推出非經官方允許外加於主機上的磁碟機（內置轉換器和記憶體），以磁碟片代替卡匣遊玩遊戲（超級任天堂只有推出以卡匣為媒介），並把遊戲依照其記憶體容量主要分為4Mb、8Mb、10Mb、12Mb、16Mb、24Mb、32Mb、48Mb。一張4Mb的遊戲需要一片磁碟片，一款16Mb遊戲需要兩張磁碟片，一款24Mb與32Mb的遊戲分別需要三張及四張磁碟。部份外加磁碟機不能將卡匣中的ROM抽取出來除存至磁碟片中，因此廠商先以專用器材將卡匣資料轉錄至CD-ROM，再將CD-ROM轉售至各零售店，零售店再將指定的遊戲從CD-ROM複製到磁碟片中販售，這些都屬盜版行為。顧客可以數港元一張的價錢購買已含有遊戲的磁碟（此為香港售價）。磁碟機需要先讀取磁碟片資料至磁碟機以後才能執行遊戲，如遊戲容量較大，則需要多張磁碟片儲存，所以讀取遊戲至磁碟機中需要較長時間。雖然讀取消耗較長時間，但以磁碟片玩遊戲較卡匣便宜，因而帶動磁碟機的流行。附帶一提，由於卡匣的資料讀取不完全，導致轉寫至磁碟上的資料也異常的情形時有所聞（例如遊戲過程取得的道具無法記憶等）。 外加磁碟機在台灣、香港廣為流行，許多遊戲開始被非法轉錄至磁碟片上複製流通，但也形成在台灣、香港SFC熱賣的現象。後期的磁碟機甚至可以接上網路線，將所有磁片Image儲存於一部電腦主機Server進行管理，遊戲時以下載方式丟給Client端的SFC進行遊戲。

## 影响
超级任天堂在全球共售出约4910万台。儘管仍是这一世代中售出最多的游戏机，但世嘉 Mega Drive與NEC PC Engine的有力競爭使超級任天堂未能獲得前代FC主機獨佔家用主機市場8到9成的成績。超級任天堂在16位元主機市場中偏晚的販售日期給予其他競爭者先一步搶占市場的機會，其中最大的挫敗發生在北美市場，Mega Drive在以性能擊敗了較遲在美紮根的FC主機後擁有整整兩年的時間經營市場，以至做為追趕者的超級任天堂直到最後都無法在市佔率上超過對方。但在日本本土及歐洲市場，超級任天堂依然穩穩地佔據者主機的主導地位。

## 註解
1. ↑  台灣水貨機則是於1990年11月20日問世上市
2. ↑  Kent says that September 1 was planned but later rescheduled to September 9.[13] Newspaper and magazine articles from late 1991 report that the first shipments were in stores in some regions on August 23.[14][15] and it arrived in other regions at a later date.[16] August 23 is also the release date officially recognized by Nintendo of America.[17]

## 外部連結
- 官方网页：スーパーファミコン （页面存档备份，存于）
- 官方网页：スーパーファミコンジュニア （页面存档备份，存于）